# (26879) Haines
(26879) Haines est un astéroïde de la ceinture principale aréocroiseur.

## Description
(26879) Haines est un astéroïde aréocroiseur. Il présente une orbite caractérisée par un demi-grand axe de 2,31 UA, une excentricité de 0,35 et une inclinaison de 21,3° par rapport à l'écliptique.

## Compléments